# Christopher Nolan
Sir Christopher Edward Nolan (Londra, 30 luglio 1970) è un regista, sceneggiatore e produttore cinematografico britannico.
Considerato uno dei registi più influenti e popolari del XXI secolo, siede al settimo posto tra quelli con i maggiori incassi nella storia del cinema, avendo fatto registrare in carriera un totale di oltre 6,2 miliardi di dollari a livello mondiale. Tutti i suoi film sono stati acclamati dalla critica e hanno ottenuto un grande successo al botteghino, tra i quali si ricorda soprattutto la trilogia del cavaliere oscuro (2005-2012) (reboot della saga cinematografica di Batman, composta da Batman Begins, Il cavaliere oscuro e Il cavaliere oscuro - Il ritorno), ritenuta oggi una delle migliori opere del genere supereroistico. È noto anche per aver esplorato negli anni un'ampia quantità di generi cinematografici: il neo-noir con Memento, il thriller psicologico con Insomnia e The Prestige, la fantascienza con Inception e Interstellar, il film di guerra con Dunkirk, lo spionaggio con Tenet e l'epopea biografica con Oppenheimer. Nel 2024, proprio grazie a quest'ultima pellicola, si è aggiudicato la vittoria di sette Premi Oscar, tra cui quelli come miglior film e miglior regista.
Rilevanti nella sua carriera i sodalizi con gli attori Christian Bale, Michael Caine e Cillian Murphy, ma soprattutto quello col fratello sceneggiatore Jonathan Nolan, i compositori Hans Zimmer (6 film) e Ludwig Göransson (2 film), i direttori della fotografia Wally Pfister (7 film) e Hoyte van Hoytema (4 film) oltre che con sua moglie, la produttrice Emma Thomas, insieme alla quale è co-fondatore della compagnia di produzione cinematografica Syncopy Films.
Gran parte dei suoi progetti affronta temi epistemologici e metafisici ed esplora vari aspetti della moralità umana, la costruzione del tempo e la natura malleabile della memoria e dell'identità personale. Elementi tipici del cinema di Nolan sono una narrazione non lineare, l'utilizzo costante e maggiore di effetti speciali pratici rispetto alla computer grafica, paesaggi sonori innovativi, fotografia di grande formato e relazioni analoghe tra linguaggio visivo e narrazione. Nel 2015 il settimanale Time lo ha inserito nella lista delle 100 persone più influenti al mondo, mentre nel 2019 è stato nominato Cavaliere dell'Ordine dell'Impero britannico «per avere illustrato la Patria con i servizi offerti nel campo dell'arte drammatica». Nel 2024 gli è stato conferito il rango di Knight Bachelor da Carlo III.

## Biografia

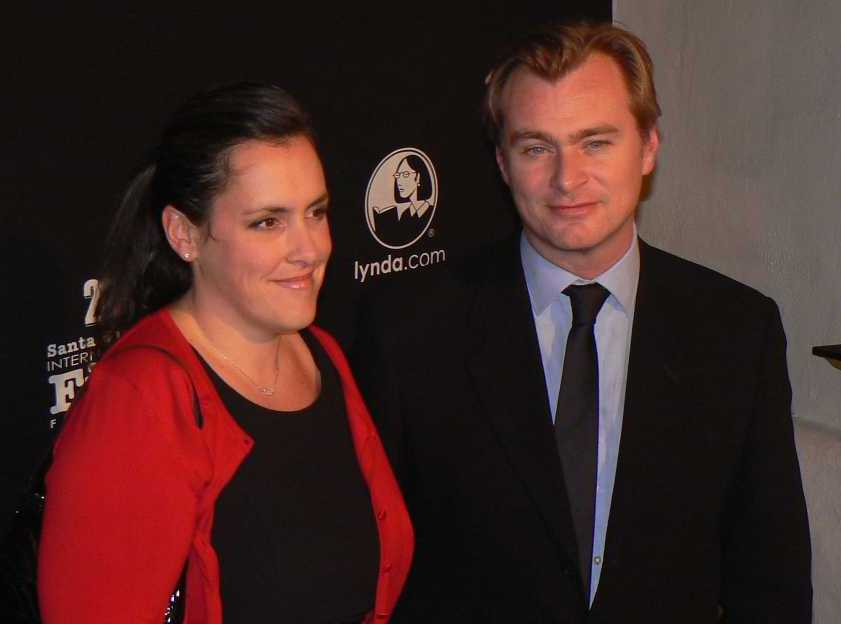
Christopher Nolan e sua moglie Emma Thomas al Santa Barbara Independent SBIFF 2011

Christopher Nolan è nato il 30 luglio 1970 a Westminster, nel West End di Londra, da Brendan James, direttore creativo di origini irlandesi, e Cristina Jensen, un'assistente di volo statunitense nativa di Evanston, nell'Illinois (USA), motivo per cui ha entrambe le cittadinanze. Ha trascorso la propria infanzia alternandosi tra il quartiere londinese di Highgate (a nord-est di Hampstead Heath) e le estati passate a Chicago insieme ai genitori e ai suoi due fratelli, il maggiore Matthew Francis e il minore Jonathan, con cui collabora frequentemente per le sceneggiature per i suoi film. Da bambino si dimostra molto portato per la fotografia, nonché per la realizzazione di piccoli cortometraggi.
Nel 1989 Nolan, alle prime armi, riesce a far proiettare il suo primo corto sul canale americano PBS, dal nome Tarantella e in cui recita assieme al suo collaboratore del tempo, Roko Belic. In seguito alla partecipazione al Cambridge Film Festival e alla realizzazione di Larceny e Doodlebug, Nolan conosce Emma Thomas, una produttrice cinematografica che diventerà successivamente sua moglie e con la quale avvierà anche un importante sodalizio artistico. Con lei fonda la compagnia di produzione cinematografica Syncopy Films. La coppia vive a Los Angeles con i suoi quattro figli.

### Carriera

#### Gli inizi e i primi successi (1998-2004)
Dopo aver incontrato Emma Thomas, Nolan scrisse e diresse il suo primo film: Following, un noir girato in bianco e nero a bassissimo costo in nove mesi, per il quale in ogni weekend girava un frammento.
La prima pellicola diretta da Nolan vinse vari premi in diversi festival cinematografici, conquistando anche una calorosa accoglienza da parte della critica.
Un anno dopo, nel 2000, Nolan diresse Memento. La storia di questo film è tratta da un breve racconto scritto dal fratello Jonathan. Come dichiarato dal regista, però, durante lo sviluppo del film, la trama fu modificata leggermente rispetto alla versione cartacea. La produzione di Memento cominciò nel 1997, ma ricevette il via solo successivamente con il consenso di Aaron Ryder, uno dei dirigenti della Newmarket Films, il quale rimase enormemente colpito dall'idea di Nolan. Alla sua uscita nelle sale, Memento ricevette ottime critiche e un buon incasso al botteghino, mentre Nolan ottenne due candidature per la migliore sceneggiatura ai Golden Globe e al premio Oscar e diversi altri premi.
Nel 2002 Nolan diresse un nuovo film: il regista e produttore Steven Soderbergh, rimasto colpito da Memento, gli affidò la regia di Insomnia, remake hollywoodiano di un thriller psicologico norvegese, che vede Al Pacino alle prese con un Robin Williams che per la prima volta è nel ruolo del cattivo; accanto ai due protagonisti recitò anche Hilary Swank. Anche questo film venne accolto in maniera positiva dalla critica, tanto che dal film venne tratto un romanzo scritto da Robert Westbrook e pubblicato nello stesso anno.

#### Il cavaliere oscuroe il successo internazionale (2005-2013)

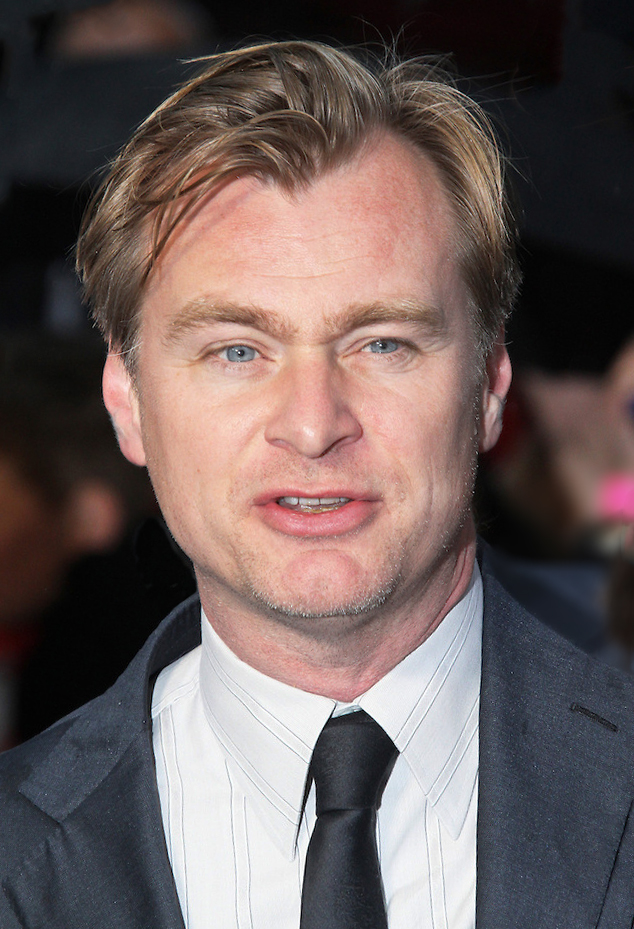
Cristopher Nolan nel 2013

Nel 2003 Nolan venne a sapere dal suo agente che la Warner Bros. voleva realizzare un nuovo capitolo della saga cinematografica di Batman e si presentò dai produttori con una sua proposta sul rilancio del franchise. La Warner credette nell'idea del regista e decise di affidargli il prestigioso incarico di dirigere il nuovo film dedicato al personaggio, dopo l'insuccesso disastroso di Batman & Robin del 1997.
Nolan precisò di voler inserire Batman in un contesto moderno e renderlo molto più realistico rispetto alle precedenti incarnazioni. Nolan cominciò a scrivere la sceneggiatura della pellicola insieme con l'autore David S. Goyer perché pur essendo fan di lunga data del fumetto, sentiva il bisogno di essere affiancato da un vero esperto della materia per redigere il copione: i due insieme analizzarono diversi fumetti batmaniani, in particolare Batman: Anno uno di Miller. Riguardo ad alcune scelte creative, Nolan affermò di essersi ispirato al Superman di Richard Donner, soprattutto per la focalizzazione sulla crescita di Batman e sulla scelta dell'attore che avrebbe interpretato il protagonista. Nolan si ispirò anche al film Blade Runner per il design da dare alla città di Gotham City. Il film uscì nelle sale cinematografiche il 15 giugno 2005 con la totale approvazione della critica e del pubblico. Nolan venne applaudito per aver creato un film più tradizionale rispetto agli episodi precedenti di Tim Burton e Joel Schumacher, avendo optato per effetti speciali live action, in un periodo in cui la computer grafica era economica e accreditata. Venne accolto dai critici come un rilancio in grande stile delle trasposizioni fumettistiche e come esempio di grande cinema al servizio dell'intrattenimento. Oltre a ciò, Batman Begins fu campione d'incassi a livello internazionale per la Warner: costato circa 135 milioni di dollari di produzione, incassò in America la cifra di 205343774 $ e 167366241 $ nel resto del mondo, arrivando a un totale di incasso di 372710015 $.
Mentre era in cerca di una casa per distribuire Memento, Nolan venne contattato dalla produttrice Valerie Dean per realizzare un adattamento cinematografico del romanzo The Prestige di Christopher Priest. Dopo aver letto il romanzo, Nolan si convinse che quest'ultimo aveva valide potenzialità per essere portato sullo schermo e cominciò a discuterne con il fratello Jonathan Nolan. I fratelli Nolan, dopo aver acquistato i diritti delle opzioni sul libro dalla società Newmarket Films e aver concluso la post-produzione di Insomnia, incominciarono la collaborazione per la sceneggiatura definitiva. Nolan impiegò circa cinque anni per completare la sceneggiatura e 18 mesi per individuare la modalità per raccontare la storia.
In The Prestige Nolan richiama a sé alcuni attori con cui aveva già lavorato precedentemente, come Christian Bale e Michael Caine, mentre per la parte del protagonista del film il regista scelse l'attore australiano Hugh Jackman. Il film venne accolto favorevolmente da critica e pubblico, incassando complessivamente circa 109676311 $, di cui 53089891 $ solo negli Stati Uniti.

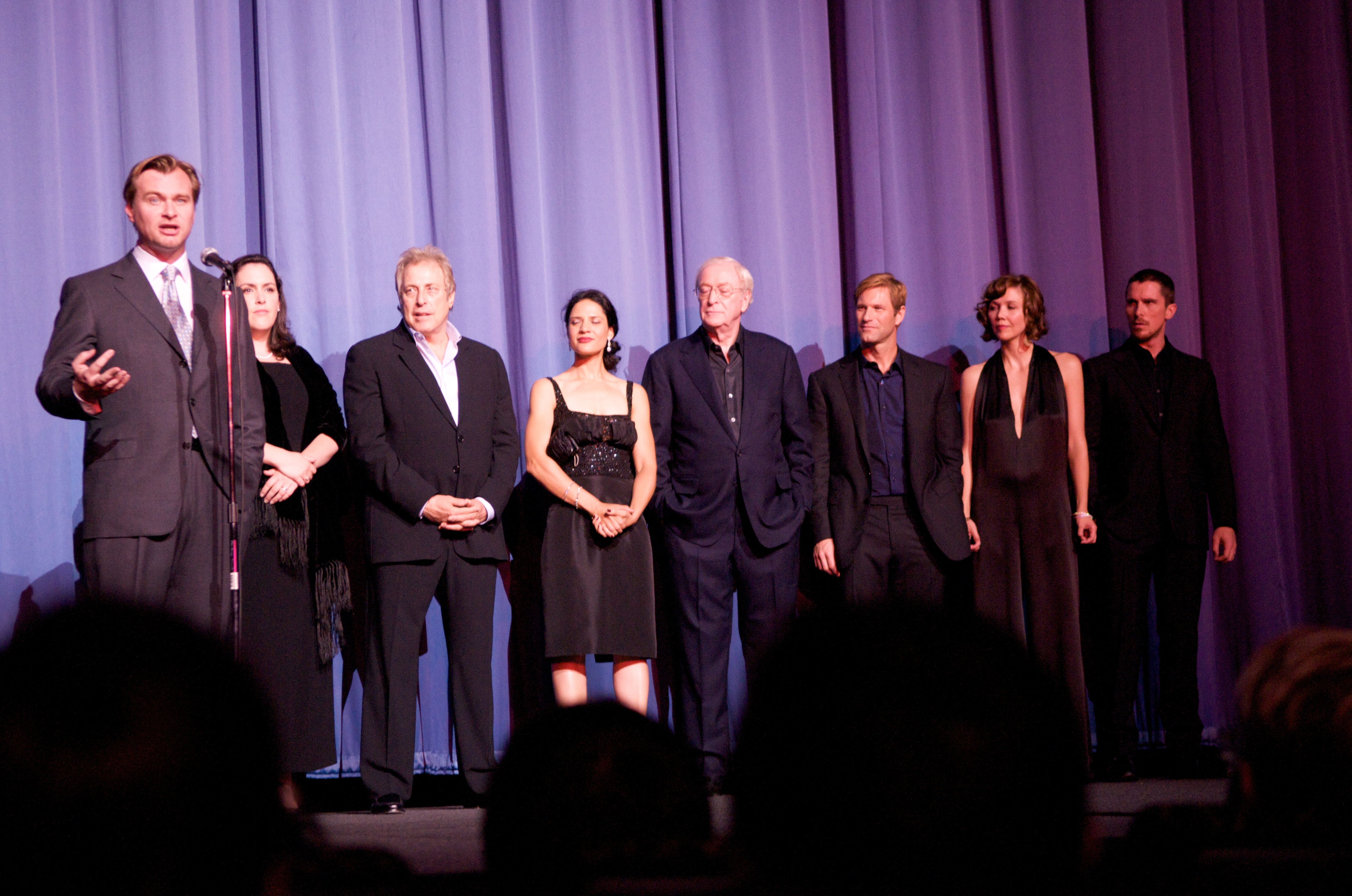
Il regista Christopher Nolan e il resto del cast alla première de Il cavaliere oscuro - New York 2008

Forte del successo ottenuto con Batman Begins, Nolan venne confermato come regista per il seguito Il cavaliere oscuro, ottenendo maggiore libertà creativa dallo studio e a sua volta egli stesso confermò il cast tecnico e artistico della precedente pellicola. Come per Batman Begins, Nolan scrisse il soggetto del film con l'aiuto di David S. Goyer, basandosi stavolta sui fumetti Il lungo Halloween e The Killing Joke, mentre la sceneggiatura vera e propria fu scritta da lui e suo fratello Jonathan; il regista confermò di essersi ispirato al cinema di Michael Mann per la realizzazione della pellicola. In questo film, Nolan sceglie di inserire il personaggio di Joker, già portato sul grande schermo da Jack Nicholson. Per la parte della nemesi di Batman, Nolan scelse il talentuoso Heath Ledger, il quale morirà poco dopo la fine delle riprese de Il cavaliere oscuro. Il film verrà successivamente dedicato alla memoria dell'attore scomparso, che vincerà un Oscar postumo.
Il cavaliere oscuro ebbe un budget di 185 milioni dollari e incassò solo in America 533345358 $. Nel resto del mondo incassò 468576467 $, sfondando il miliardo e incassando un totale di 1001921825 $, diventando uno dei più grandi successi mai realizzati. Anche questo secondo film viene accolto in maniera favorevole dalla critica internazionale, tanto da essere considerato da molti «il miglior film fatto su Batman» e «il più importante film supereroistico di tutti i tempi». Tra i vari riconoscimenti vinse due Oscar (oltre a quello per il miglior attore non protagonista, si aggiunse quello al miglior montaggio sonoro), 5 Saturn Award, un Golden Globe e un BAFTA: vari di questi premi furono vinti postumi da Heath Ledger.
Nel corso della produzione del film, la Warner Bros. annunciò l'inizio della lavorazione del film Justice League: Mortal, cross-over cinematografico in cui sarebbe comparso lo stesso Batman. Riguardo a tale progetto, Nolan dichiarò di essere sempre concentrato su un unico lavoro per volta e che la sua saga non avrebbe avuto legami con nessun altro film tratto da fumetti. A seguito di queste dichiarazioni, la Warner Bros. sospese il film sulla Justice League of America in maniera da non interferire con il lavoro del regista.

#### I grandi colossal (2010-2020)
Prima ancora dell'uscita di Memento, Nolan era alla prese con la sceneggiatura di Inception. Inizialmente concepito come film horror, Nolan voleva raccontare attraverso questo film la storia di alcuni ladri di sogni, ma decise di accantonare il progetto quando la sceneggiatura era composta da circa ottanta pagine per dedicarsi a Insomnia. Dopo alcuni anni, Nolan, anche grazie al supporto di sua moglie e co-produttrice Emma Thomas, decise di ricominciare a lavorare al film, ma anche questa volta il progetto fu messo da parte dato che alcuni anni prima era uscito nelle sale cinematografiche Matrix (1999), la cui storia ricordava troppo le tematiche della sua sceneggiatura.
Dopo il grandissimo successo ottenuto con Il cavaliere oscuro, Nolan finalmente cominciò a dedicarsi completamente alla realizzazione della pellicola, passando sei mesi a completarne la sceneggiatura. Secondo Nolan, Inception si basa sull'idea che nei sogni ogni percezione appare reale e che nel subconscio si possono nascondere e di conseguenza scoprire i segreti più nascosti. Anche per questo film, Nolan richiama alcuni attori con cui aveva lavorato in precedenza come Michael Caine, Ken Watanabe e Cillian Murphy, mentre per la parte del protagonista sceglie Leonardo DiCaprio dopo i rifiuti di Will Smith e Brad Pitt. Nolan aveva cercato per anni di lavorare col protagonista di Titanic e l'aveva incontrato più volte, non riuscendo mai a convincerlo ad apparire in uno dei suoi film, fino a Inception. DiCaprio accettò il ruolo perché incuriosito dalla storia del film.
Inception ricevette ottime recensioni da parte della critica, incassò 825531030 $ complessivi in tutto il mondo e ottenne anche molti premi, tra cui quattro Oscar alle premiazioni avvenute nel febbraio 2011, oltre ad altri importanti premi.
Inizialmente, dopo l'uscita de Il cavaliere oscuro, Nolan non era convinto di voler dirigere un altro film dedicato a Batman. In seguito, dopo aver terminato Inception, il regista confermò nel mese di marzo 2010 di voler concludere la saga dell'Uomo Pipistrello con un terzo e ultimo episodio.
Il cavaliere oscuro - Il ritorno venne annunciato ufficialmente a ottobre 2010. Nolan aveva dichiarato che per dirigere un terzo episodio doveva prima trovare una storia all'altezza dei precedenti film, così si mise al lavoro solo quando lui e David Goyer elaborarono un soggetto allettante da usare come conclusione della saga; a quel punto il regista incaricò suo fratello Jonathan di scrivere una prima bozza del copione basandosi sul soggetto preliminare. Durante la lavorazione del film, Nolan cita come esempio il lavoro svolto da Peter Jackson sulla trilogia de Il Signore degli Anelli e afferma che il romanzo Racconto di due città (A Tale of Two Cities) di Charles Dickens è stato un'influenza importante per la sua storia. L'autore tornò a documentarsi sulla mitologia di Batman selezionando altri fumetti che avrebbero fornito gli spunti narrativi adeguati, tra cui Knightfall, Il ritorno del Cavaliere Oscuro e Batman: Terra di nessuno. Come ultimo antagonista della saga, Goyer suggerì il personaggio di Bane e nonostante qualche riluttanza iniziale Nolan avallò la proposta, in quanto poteva rappresentare una sfida nuova per Batman come rivale che lo mettesse alla prova "fisicamente e psicologicamente", ma anche per la diversità con Joker, antagonista della precedente pellicola.
Il film esordì in maniera drammatica: in occasione dell'anteprima di mezzanotte tenutasi a Denver il 20 luglio 2012, James Holmes, un ragazzo armato di 24 anni con il volto coperto da una maschera antigas, ha fatto fuoco sugli spettatori, uccidendo 12 persone e ferendone altre 58 prima di essere arrestato. Commentando l'evento, Nolan dichiarò:
Il cavaliere oscuro - Il ritorno ebbe un budget di 250 milioni di dollari, il più alto di tutta la trilogia, e, come i precedenti episodi, si rivelò essere un vero e proprio blockbuster. Il film ha incassato in tutto il mondo 1081041287 $, diventando il più redditizio del franchise, oltre ad essere considerato uno dei migliori degli anni 2010, nonché una delle più grandi pellicole di tutti i tempi. 
Durante la lavorazione della trilogia di film su Batman, David S. Goyer all'inizio del 2010 cominciò a sviluppare diverse idee riguardo a un reboot su Superman. Goyer voleva creare una storia completamente diversa da quelle adattate in precedenza e svilupparla insieme con Nolan; il regista fu subito convinto dal soggetto del collega, che ambienta la storia di Superman in un contesto moderno, com'era già accaduto per Batman Begins. Una volta presentato il progetto alla Warner Bros., Nolan venne assunto come produttore esecutivo della pellicola. Inoltre ebbe modo di sviluppare alcune idee per la sceneggiatura accanto a Goyer e al regista Zack Snyder.
Riguardo al suo approccio personale con Superman, Nolan affermò che questa nuova versione del personaggio sarebbe stata molto diversa da quelle realizzate da Richard Donner e Bryan Singer e precisò: «Molte persone si sono avvicinate a Superman in modi diversi. Io so solo la maniera che ha funzionato al meglio per noi è quella che applicherò per il film. Il mio Batman vive in un mondo nel quale sa di essere l'unico supereroe e il nostro Uomo d'Acciaio avrà lo stesso approccio. Ciascuno dei due ha una logica interna, nella storia. Non hanno nulla a che fare l'uno con l'altro».
Nel gennaio 2013 fu annunciato che Nolan avrebbe diretto, scritto e prodotto il suo prossimo progetto: un film di fantascienza intitolato Interstellar. Il soggetto del film deriva da un trattato scritto da un fisico della Caltech, Kip Stephen Thorne, meglio conosciuto per il suo contributo alla fisica della gravitazione, all'astrofisica e per il progetto LIGO (Laser Interferometer Gravitational Wave Observatory). Thorne ha lavorato al soggetto con la produttrice Lynda Obst, che lo ha proposto in seguito alla Paramount: la prima bozza di sceneggiatura fu commissionata da Steven Spielberg (regista originario del progetto) a Jonathan Nolan; in seguito all'abbandono di Spielberg il progetto rimase in stasi finché Nolan non fu coinvolto per subentrare alla regia e revisionò la sceneggiatura del fratello per inserire nuove idee.
La trama della pellicola "segue un eroico viaggio interstellare verso i confini più lontani della nostra comprensione scientifica", le riprese sono state effettuate anche in formato IMAX, che Nolan ha sfruttato per la terza volta dopo Il cavaliere oscuro e Il cavaliere oscuro - Il ritorno. Warner Bros. e Paramount Pictures co-finanziano il progetto, che è stato distribuito nelle sale nel novembre 2014. Hoyte van Hoytema ha lavorato al film come nuovo direttore della fotografia di Christopher Nolan, dopo che Wally Pfister ha deciso di esordire alla regia con il film Transcendence, sempre prodotto da Nolan. Hans Zimmer ha composto le musiche. Il film ha vinto l'Oscar per i migliori effetti speciali nel 2015 e ha ricevuto altre quattro candidature (miglior colonna sonora, miglior montaggio sonoro, miglior sonoro e miglior scenografia).

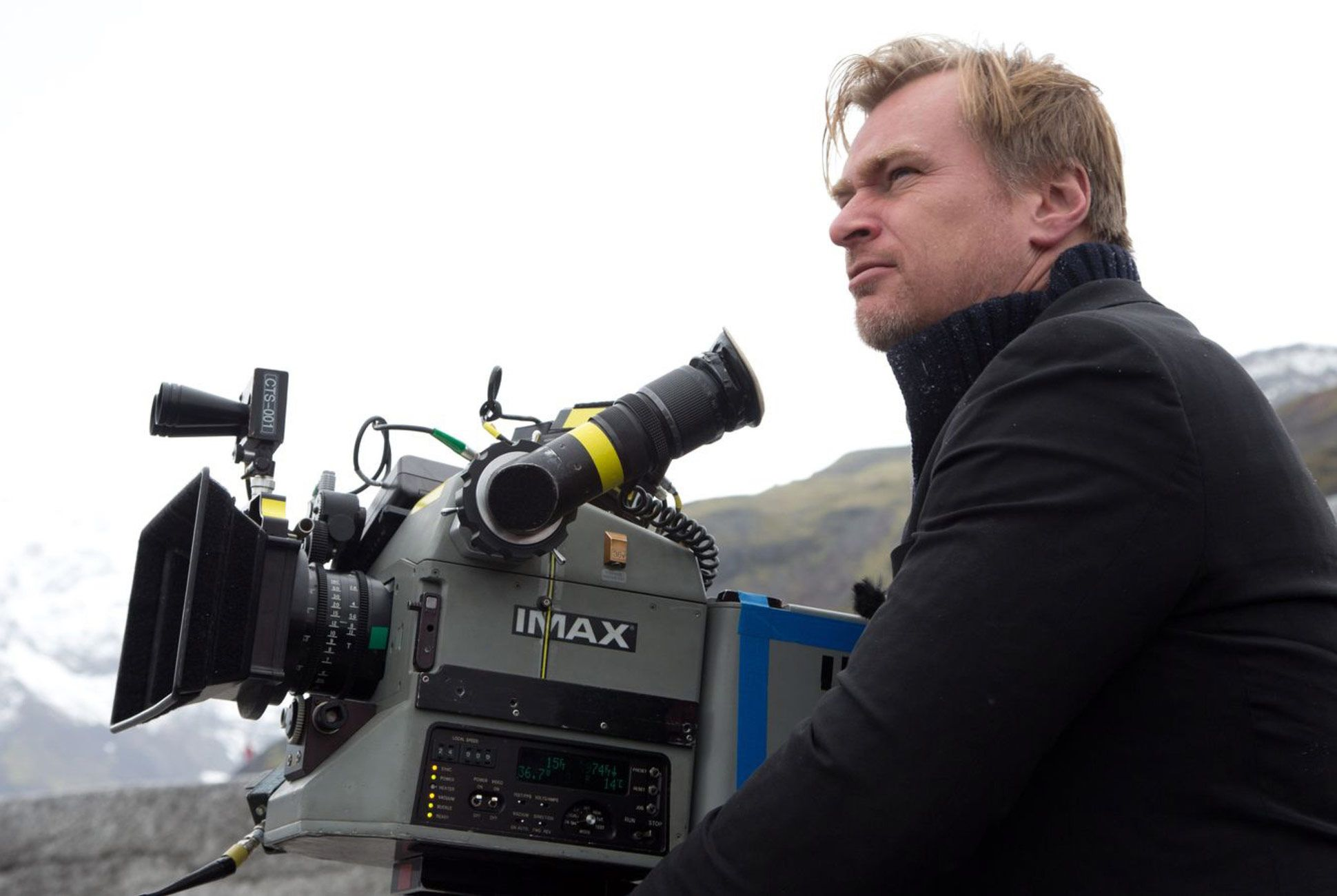
Christopher Nolan dietro una camera IMAX durante le riprese di Dunkirk

Nel dicembre 2015 viene annunciato che Nolan avrebbe scritto e diretto Dunkirk, ambientato durante la seconda guerra mondiale. Le riprese del film sono incominciate nel maggio 2016 a Dunkerque, in Francia. Il film vede tra gli interpreti principali Tom Hardy, Cillian Murphy, Mark Rylance, Kenneth Branagh, Harry Styles e segna la sesta collaborazione con Zimmer e la seconda con il direttore della fotografia Van Hoytema. Il film è uscito il 13 luglio 2017. Anche questo film è stato un successo di pubblico e di critica, ha incassato 525045546 $ e ricevuto otto candidature agli Oscar 2018, vincendo tre premi.
Nel 2018 si viene a sapere che Nolan è al lavoro su un nuovo progetto intitolato Tenet. Nel 2019 diventa ufficiale la partecipazione al film degli attori John David Washington, Robert Pattinson e Elizabeth Debicki. Nello stesso anno entra nel cast anche Kenneth Branagh che già aveva recitato in Dunkirk, precedente film di Nolan. Alla fine dello stesso anno viene pubblicato il primo trailer del film, previsto per il 17 luglio 2020. A causa della Pandemia di COVID-19 del 2019-2021 e delle difficoltà legate alla chiusura delle sale cinematografiche, l'uscita della pellicola è stata spostata al 31 luglio e poi al 12 agosto e infine confermata per il 26 agosto 2020 in Europa e il 3 settembre per gli Stati Uniti. Alcune première del film sono avvenute dal 22 al 24 agosto in Australia e in altri paesi. Girato in numerosi stati tra cui India, Danimarca e Italia, con un budget tra i 200 e i 250 milioni di dollari, è il film più costoso girato dal regista britannico fuori dal franchise di Batman.

#### Passaggio a Universal e vittoria agli Oscar (2021-presente)
(Christopher Nolan, Christopher Nolan Rips HBO Max as “Worst Streaming Service,” Denounces Warner Bros.’ Plan)
Nel 2021 è reso ufficiale che la 12ª pellicola di Nolan sarà un'opera biografica basata su Robert Oppenheimer e il suo ruolo durante la seconda guerra mondiale nello sviluppo della bomba atomica: il film, dal titolo Oppenheimer e avente Cillian Murphy come protagonista, viene finanziato e distribuito da Universal Pictures, segnando la prima volta in quasi vent'anni in cui il regista non gira un film per la Warner Bros. La scelta di Nolan di non proseguire la collaborazione con Warner deriva dalla decisione della major di distribuire il suo catalogo dell'anno 2021 con una distribuzione day and date in contemporanea al cinema e su HBO Max rinunciando alla distribuzione cinematografica esclusiva.
Basata sulla biografia Robert Oppenheimer, il padre della bomba atomica di Kai Bird e Martin J. Sherwin, vede Nolan tornare a collaborare con il produttore di Atlas Entertainment Charles Roven, il direttore della fotografia Hoyte Van Hoytema, la montatrice Jennifer Lame, il compositore Ludwig Göransson e gli attori Murphy, Gary Oldman, Kenneth Branagh e Matt Damon. Le riprese hanno inizio nella prima parte del 2022; l'uscita nelle sale americane avviene il 21 luglio 2023  insieme al film Barbie e la concorrenza giova a entrambe le pellicole, con l'opera di Nolan che vola oltre i 960 milioni di dollari di incasso, nove volte il budget sfruttato tra produzione e marketing e risultando il terzo maggior incasso mondiale dell'anno.
Nel 2024, durante la 81ª edizione dei Golden Globe tenutasi il 7 gennaio a Beverly Hills in California, la pellicola si aggiudica cinque statuette su otto nomination totali, incluse quelle per il miglior regista, che sancisce la prima vittoria di Nolan alla suddetta cerimonia di premiazione. Segue un trionfo totale alla cerimonia degli Oscar 2024 dove il cineasta si aggiudica ben due riconoscimenti, in quanto Oppenheimer viene premiato con le statuette per miglior film (condiviso dal regista con sua moglie Emma Thomas e il sopracitato Roven) e miglior regia, insieme ad altri cinque premi (attore protagonista, attore non protagonista, colonna sonora, fotografia e montaggio).
Nel 2025 viene annunciata la produzione della 13ª pellicola, dal titolo The Odyssey, basato su l'odissea di Omero con Matt Damon nel ruolo del protagonista, Ulisse. Per la realizzazione del ciclope Polifemo verrà utilizzato un pupazzo animatrone alto 6 metri. L'uscita è prevista per luglio 2026.

## Stile e tecnologia
Nolan è dotato di uno stile personale e inconfondibile. Nella filmografia del regista è possibile tracciare un filo conduttore che unisce svariate caratteristiche comuni presenti nei suoi film. Fin dall'esordio di Following, Nolan traspone nelle sue pellicole tematiche come la vendetta, l'ossessione, l'inganno, il tormento interiore, il confine tra realtà e la percezione della stessa racchiusa nei suoi personaggi, sempre approcciandosi con un tono realistico equilibrato da una messa in scena costruita ad hoc, come accaduto nel riavvio del franchise di Batman. Quasi tutte le storie dei suoi film, inoltre, procedono secondo una narrazione temporale non lineare.
Durante la produzione dei suoi film, Nolan ha sempre mantenuto la trama e altri particolari del film nel mistero, come accaduto per la sceneggiatura di Inception e ha rivelato che non è abituato a leggere cosa dicono i fan su vari forum e blog, in modo da non essere in qualche modo influenzato.
A partire da Batman Begins, inoltre, il regista non registra più commenti audio per i suoi film (pratica in uso da altri registi come Woody Allen), che difatti non sono presenti in nessuna edizione home video, asserendo che "odia farli" se non c'è una ragione o una maniera interessante per aggiungerli: principalmente vuole evitare di dare un'interpretazione del film, lasciando che siano gli spettatori a individuarla e secondariamente proprio riguardo a un'interpretazione artistica, non considera "completi" dei commenti registrati durante la produzione di un film, perché questo si può definire finito solo quando è mostrato al pubblico.
Per i suoi film, Nolan ha deciso di girare in pellicola alla massima definizione possibile, utilizzando pellicole molto ampie. Infatti, per alcune scene d'azione de Il cavaliere oscuro e per un terzo delle scene de Il cavaliere oscuro - Il ritorno il regista ha utilizzato addirittura cineprese IMAX, sofisticate telecamere ad altissima risoluzione utilizzate fino a quel momento solamente per girare documentari. Questa tecnologia, secondo lo stesso regista, è più immersiva e coinvolgente del 3D e «aiuta a trasformare il film in evento». In un'intervista dedicata a Inception, Nolan ha dichiarato di non voler girare i suoi prossimi film in 3D, limitandone l'utilizzo solo a possibili future riconversioni: «I miei pensieri sul 3D sono complicati. Sicuramente mi preoccupa la perdita di luminosità nell'immagine perché credo che il 3D attualmente funzioni molto bene su piccolo schermo con i videogiochi. Io preferisco lavorare con la tecnologia IMAX, a ogni modo dipende anche da cosa chiede il pubblico e da come lo percepisce».

## Filmografia

### Cinema

#### Regista
- Following (1998)
- Memento (2000)
- Insomnia (2002)
- Batman Begins (2005)
- The Prestige (2006)
- Il cavaliere oscuro (The Dark Knight) (2008)
- Inception (2010)
- Il cavaliere oscuro - Il ritorno (The Dark Knight Rises) (2012)
- Interstellar (2014)
- Dunkirk (2017)
- Tenet (2020)
- Oppenheimer (2023)
- The Odyssey (2026)

#### Sceneggiatore
- Following (1998)
- Memento (2000)
- Batman Begins (2005)
- The Prestige (2006)
- Il cavaliere oscuro (The Dark Knight) (2008)
- Inception (2010)
- Il cavaliere oscuro - Il ritorno (The Dark Knight Rises) (2012)
- Interstellar (2014)
- Dunkirk (2017)
- Tenet (2020)
- Oppenheimer (2023)

#### Produttore
- Following (1998)
- The Prestige (2006)
- Il cavaliere oscuro (The Dark Knight) (2008)
- Inception (2010)
- Il cavaliere oscuro - Il ritorno (The Dark Knight Rises) (2012)
- L'uomo d'acciaio (Man of Steel), regia di Zack Snyder (2013)
- Interstellar (2014)
- Dunkirk (2017)
- Tenet (2020)
- Oppenheimer (2023)

#### Produttore esecutivo
- Transcendence, regia di Wally Pfister (2014)
- Batman v Superman: Dawn of Justice, regia di Zack Snyder (2016)
- Justice League, regia di Zack Snyder e Joss Whedon (2017)
- Zack Snyder's Justice League, regia di Zack Snyder (2021)

### Cortometraggi

#### Regista
- Tarantella (1989)
- Larceny (1995)
- Doodlebug (1997)
- Quay (2015)

#### Sceneggiatore
- Tarantella (1989)
- Larceny (1995)
- Doodlebug (1997)

#### Produttore
- Tarantella (1989)
- Larceny (1995)
- Doodlebug (1997)
- Quay (2015)

#### Attore
- Tarantella (1989)

#### Produttore esecutivo
- The Doll's Breath, regia di Stephen e Timothy Quay (2019)

## Riconoscimenti
- Premio Oscar
  - 2002 – Candidatura per la migliore sceneggiatura originale per Memento
  - 2011 – Candidatura per il miglior film per Inception
  - 2011 – Candidatura per la migliore sceneggiatura originale per Inception
  - 2018 – Candidatura per il miglior film per Dunkirk
  - 2018 – Candidatura per il miglior regista per Dunkirk
  - 2024 – Miglior film per Oppenheimer
  - 2024 – Miglior regista per Oppenheimer
  - 2024 – Candidatura per la migliore sceneggiatura non originale per Oppenheimer